# Cerejeira (Alvito da Beira)
Cerejeira é uma aldeia da freguesia de Sobreira Formosa e Alvito da Beira, Município de Proença-a-Nova e Distrito de Castelo Branco com 45 habitantes